# 佐治·莊·彌敦
佐治·莊·彌敦（英語：George Jean Nathan，1882年2月14日—1958年4月8日）是美國戲劇評論家和雜誌編輯。

## 外部連結
- 维基共享资源上的相關多媒體資源：佐治·莊·彌敦
- 维基语录上[[q:

en:George Jean Nathan|有关佐治·莊·彌敦的语录]]
- 维基文库中的相關文獻：George Jean Nathan
- George Jean Nathan Award at Cornell （页面存档备份，存于）
- 佐治·莊·彌敦的作品  - 古騰堡計劃
- 互联网档案馆中佐治·莊·彌敦的作品或与之相关的作品